# Нишки симфонијски оркестар
Нишки симфонијски оркестар је симфонијски оркестар смештен у Нишу, Србији.
Основан је 1953. године и представља једини симфонијски оркестар изван Београда у централној Србији, због чега је веома цењен.